# Abrī Tappeh
Abrī Tappeh (persiska: ابری تپه) är en ort i Iran.   Den ligger i provinsen Nordkhorasan, i den nordöstra delen av landet, 600 km öster om huvudstaden Teheran. Abrī Tappeh ligger 1 085 meter över havet och antalet invånare är 259.
Terrängen runt Abrī Tappeh är huvudsakligen platt, men åt nordväst är den kuperad.Runt Abrī Tappeh är det ganska glesbefolkat, med 30 invånare per kvadratkilometer. Närmaste större samhälle är Garātī, 7,5 km öster om Abrī Tappeh. Trakten runt Abrī Tappeh består i huvudsak av gräsmarker.